# Walburga
Walburga de Heidenheim, alternativamente Valburga, Valborg, Walburg, Walpurga, Waltpurde, Valpurgis, Vauborg, y popularmente conocida como Santa Walburga (Wessex, Inglaterra, 710 – Heidenheim, Alemania, 25 de febrero de 779), fue una religiosa benedictina inglesa, miembro de la misión anglosajona y directora del convento de Heidenheim (Alemania). Es venerada como santa tanto por la Iglesia Católica como por la Iglesia Ortodoxa.

## Biografía

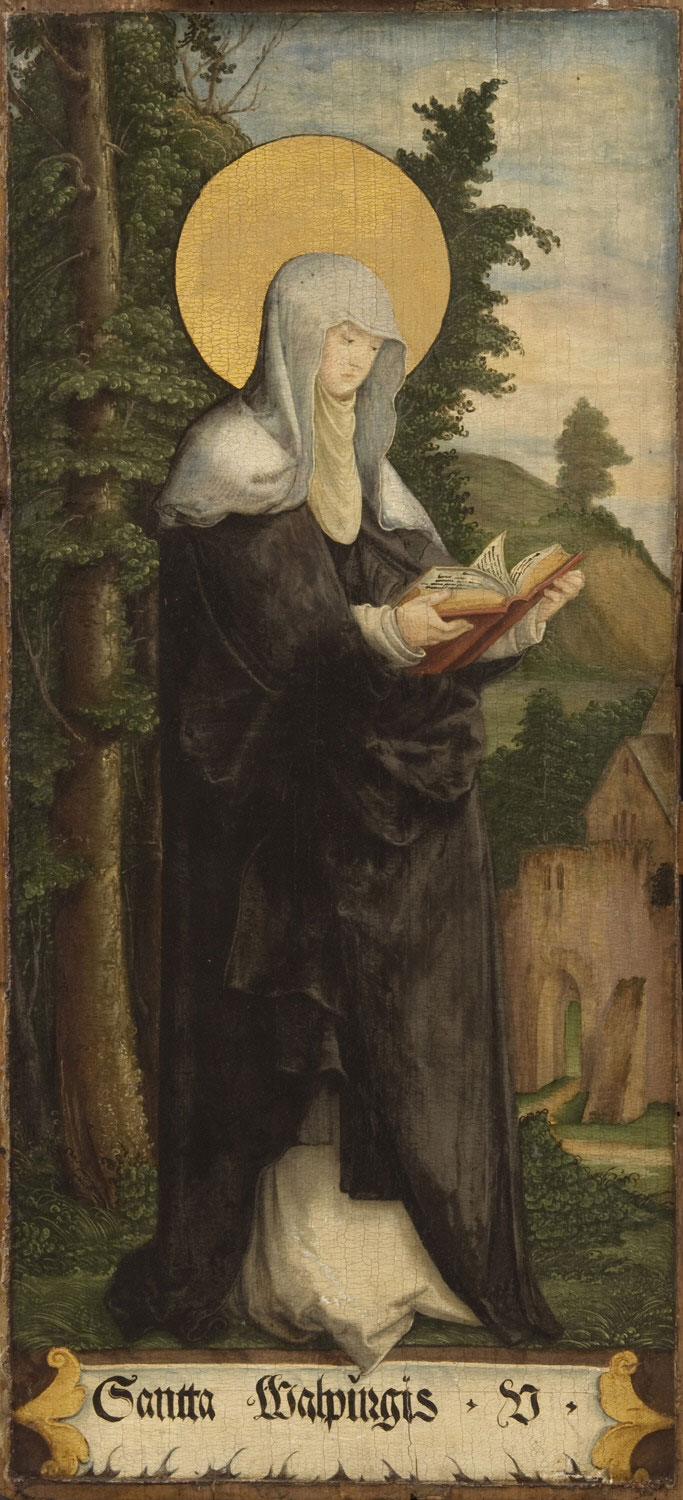
Santa Walburga, obra del maestro de Meßkirch.

Nació en Wessex (Inglaterra) hacia el año 710. La leyenda dice que era hija del mítico rey san Ricardo el Sajón —un rey de los sajones occidentales— y de Winna, hermana de san Bonifacio, apóstol de Germania.
Cuando su padre partió en peregrinación hacia Roma junto con sus dos hermanos —los también legendarios San Willibaldo y San Winibaldo—, Walburga, entonces de once años de edad, quedó bajo el cuidado de la abadesa de Wimborne. Pasó 26 años encerrada en el convento inglés, preparándose para las hazañas que llevaría a cabo en Alemania.
Apenas un año después de su arribo, recibió la noticia de que había muerto su padre el rey Ricardo en Lucca (Italia). Durante este periodo, San Bonifacio estaba sentando los cimientos de la iglesia en Germania. Walpurga viajó a Wurtemberg para asistir a San Bonifacio.
Se hizo monja y vivió en el convento de Heidenheim, que había sido fundado por su hermano san Willibaldo. Se encontraba en el actual distrito de Weißenburg-Gunzenhausen, vecino al distrito de Eichstätt, en Baviera, que en esa época formaba parte del Imperio franco.
Bonifacio fue el primer misionero que pidió ayuda a las mujeres. Por ello, en el año 748 la abadesa Tetta envió a Germania a santa Lioba y santa Walburga, junto con muchas otras monjas. Partieron del puerto británico con buen tiempo, pero se desató en el viaje una terrible tempestad. Walburga se arrodilló en el puente de la nave y oró, y rápidamente se calmó el mar. Al arribar al puerto en el continente, los marineros proclameron el milagro que habían presenciado, por lo que Walburga era recibida en todas partes con veneración.
En la iglesia de Amberes hay una tradición que dice que la santa pasó algún tiempo allí, en su viaje hacia Alemania. En la iglesia más antigua de la ciudad, que ahora se llama de santa Walburga, se encuentra una gruta donde se dice que rezaba la santa. Esta misma iglesia, antes de adoptar el Oficio Romano, solía celebrar la fiesta de la santa Walburga cuatro veces al año.
La santa fue recibida en Maguncia por su hermano san Willibaldo y su tío san Bonifacio. Después de vivir algún tiempo bajo la tutela de santa Lioba en Bischofsheim, fue nombrada abadesa de Heidenheim, y así quedó cerca de su hermano favorito, san Winibaldo, que regentaba un monasterio allí. A la muerte de Winibaldo, ella quedó a cargo también de su monasterio. El 23 de septiembre del 776, asistió a su hermano Willibaldo a trasladar los restos de su otro hermano Winibaldo y descubrieron que no había trazas de putrefacción en las reliquias.
Un par de años después cayó enferma Walburga y —confortada por san Willibaldo— falleció en Heidenheim el 25 de febrero de 779. Ese día se celebra su fiesta en el calendario católico, aunque en algunos sitios —como Finlandia, Suecia y Baviera (sur de Alemania)— su fiesta se conmemora el día del traslado de sus reliquias, el 1 de mayo.

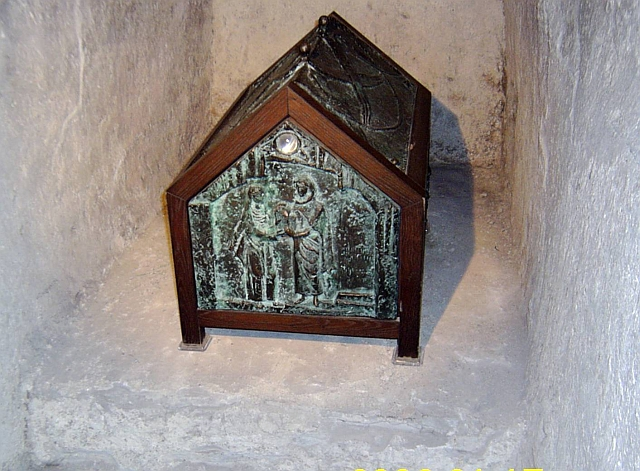
Altar dedicado a santa Walburga en la iglesia de Meschede (Alemania).

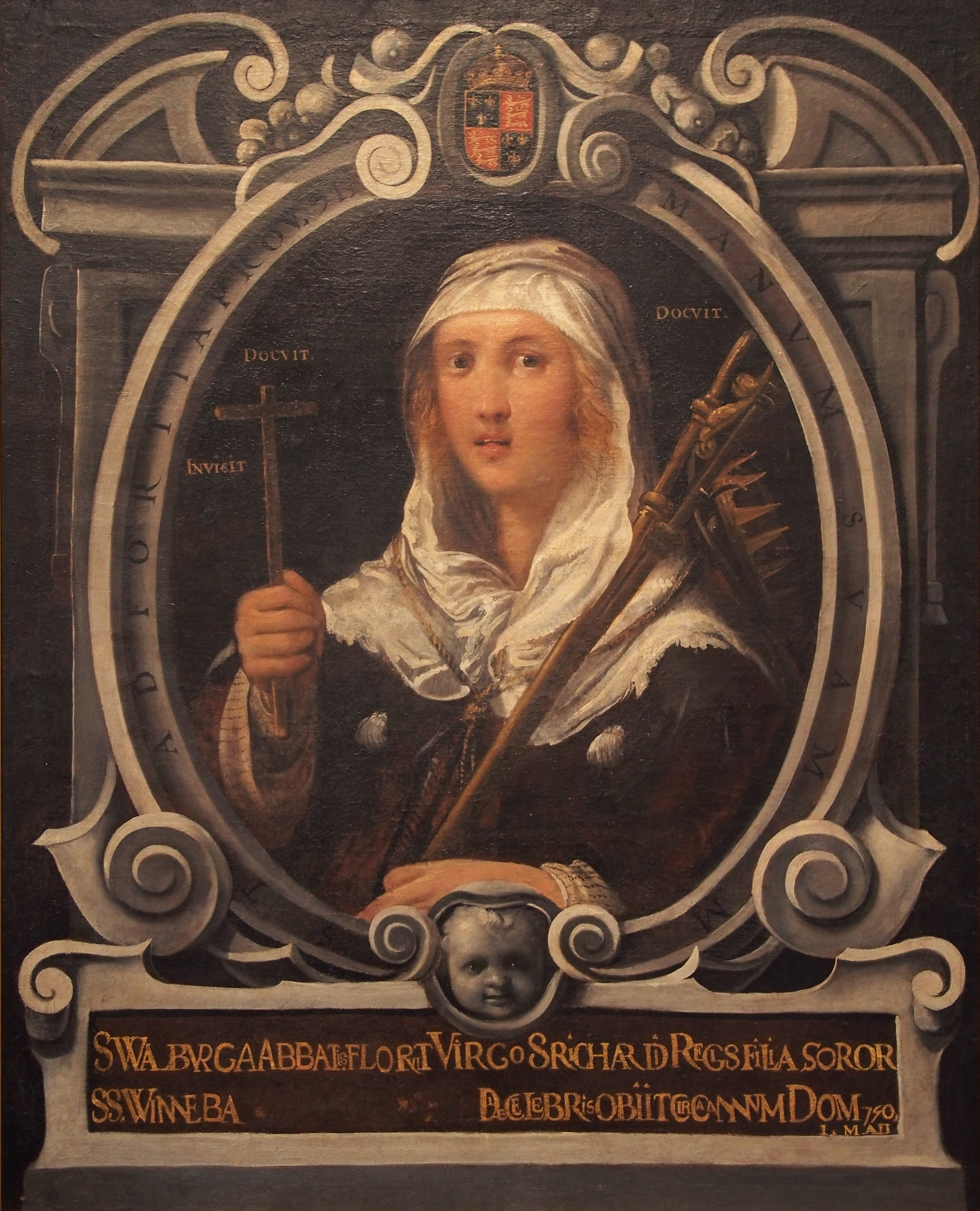
Pintura de Juan de Roelas, 1570-1625, en la Iglesia de San Miguel y San Julián (Valladolid).

San Willibaldo puso su tumba al lado de la de san Winibaldo. Willibaldo sobrevivió hasta 786. Después de su muerte, la devoción por santa Walburga declinó gradualmente y su tumba se fue arruinando.

## Canonización
Hacia 870, Otkar, el obispo de Eichstätt, mandó restaurar la iglesia y el monasterio de Heidenheim, que se encontraban casi en ruinas. Declaró que la santa se le había aparecido y lo había amenazado debido a que su tumba había sido profanada por los trabajadores. Entonces se realizó el traslado ritual de sus restos hasta Eichstädt el 1 de mayo de 870. Con este traslado se inició la veneración pública de Walburga como santa (en esta época todavía no se había establecido el proceso formal de canonización). Sus restos fueron instalados en la Iglesia de la Santa Cruz (ahora llamada Iglesia de Santa Walburga).
En el año 893 el obispo Erchanbold, sucesor de Otkar, abrió la tumba para extraer una porción de su cuerpo como reliquia para regalarla a Liubula, la abadesa de Monheim. Encontró que el cuerpo estaba inmerso en un precioso óleo que —excepto en la época en que Eichstädt quedó en interdicto y en una ocasión en que unos ladrones lastimaron al encargado de retirar el aceite (y probablemente también de ponerlo)—, continuó fluyendo de su cuerpo (especialmente de sus pechos).
Estas declaraciones hicieron que la santa fuera contada entre los elaephori (santos generadores de aceite). Partes de su cuerpo fueron repartidas a muchas ciudades, como Colonia, Amberes, Furnes, mientras que su óleo ha sido repartido a todos los rincones del globo.

## Milagros y leyendas
En el siglo IX un monje de Monheim (Baviera) cuenta la milagrosa historia de la joven Friderada, que se había curado en el santuario de santa Walburga de una extraña enfermedad (que ahora se diagnosticaría como anorexia). Tras un periodo de apetito voraz, Friderada rechazaba los alimentos sólidos y vomitaba los productos lácteos que ingería. Al poco tiempo dejó por completo de comer. Fue llevada al santuario bávaro, donde quedó curada milagrosamente por santa Walburga.
Años después se vendía en toda Europa un “famoso aceite de Walpurgis”, que se decía que había empezado a brotar de la tumba de la santa poco después de que fuera enterrada en el año 779. Decían los vendedores que este líquido maravilloso poseía una poderosa influencia contra el poder de las brujas.

## Noche de Walpurgis
La noche entre el 30 de abril y el 1 de mayo se celebra en el centro y norte de Europa la fiesta pagana de la Noche de Walpurgis, cuando las brujas pueden celebrar sus fiestas paganas antes de ser barridas por el amanecer del día de la santa. En realidad, Walburga nada tenía que ver con este rito; más bien se escogió esa noche por oposición a la fiesta de Todos los Santos (que se celebra el 1 de noviembre), ya que celebrar ritos paganos seis meses después, o sea, en la otra mitad del año, es una manera ritual de darle vuelta.
El escritor alemán Wolfgang Goethe retrató de manera detallada y espeluznante esa noche de Walpurgis en su Fausto.

## Diosa pagana
Se cree que esta santa es una cristianización de la diosa que los teutones llamaban Walpurgis, los celtas Beltane y los romanos Flora: la diosa abuela Maia, diosa de la virginidad, la salud y la fertilidad, que odiaba el matrimonio monógamo (por lo que las parejas nunca se casaban en el mes de mayo, sino que esperaban hasta junio).